# Оризари (община Кочани)
Вижте пояснителната страница за други значения на Оризари.
Оризари (на македонска литературна норма: Оризари) е село в източната част на Северна Македония, намиращо се в община Кочани.

## География
Селото е разположено на три километра източно от град Кочани.

## История
В XIX век Оризари е българско село в Кочанска каза на Османската империя. По това време днешното селото се състои от три отделни села (махали): Долно Оризари или Оризари, Горно Оризари или Устран Дол и Витоша. Според статистиката на Васил Кънчов („Македония. Етнография и статистика“) от 1900 година Оризари заедно с махалите Устран дол и Витоша има 1665 жители, от които 900 българи християни, 610 турци, 5 арнаути мохамедани и 150 цигани.
Църквата „Свети Атанасий Велики“ в Оризари е от 1848 година.
В началото на XX век население на селото са под върховенството на Българската екзархия. По данни на секретаря на екзархията Димитър Мишев („La Macédoine et sa Population Chrétienne“) през 1905 година в Оризари има 576 българи екзархисти и в селото работи българско училище.
При избухването на Балканската война в 1912 година 7 души от Оризари са доброволци в Македоно-одринското опълчение. През ноември 1914 година сръбските окупатори убиват местния българин Ампо Наумов.
По време на българското управление във Вардарска Македония в годините на Втората световна война, Тодор М. Димитров от Кочани е български кмет на Буково от 18 август 1941 година до 14 декември 1942 година. След това кмет е Никола Т. Георгиев (29 декември 1942 - 9 септември 1944).
В 1974 година в местността Добра вода край Оризари е изграден манастирът „Света Богородица“ на основите на стара църква. Осветен е на 1 май 1992 година от митрополит Стефан Брегалнишки.
Според преброяването от 2002 година селото има 3776 жители и 1176 домакинства с 1429 къщи.
| Националност | Всичко |
| македонци    | 3768   |
| албанци      | 1      |
| турци        | 0      |
| роми         | 0      |
| власи        | 1      |
| сърби        | 2      |
| бошняци      | 0      |
| други        | 4      |

В селото работи основно училище „Кръсте Мисирков“ и библиотека „Искра“. Футболният клуб се казва „Младост“.

## Личности
Родени в Оризарци
- Елена Гошева (р. 1948), северномакедонска юристка
- Зашо Наумов, български революционер, четник на Симеон Клинчарски в 1914 година[11]
- Лазар Михайлов (Лазо Мишов), български революционер, деец на ВМОРО
- Петър Казак, български революционер от ВМОРО, четник на Мише Развигоров[12]
- Ст. Стоянов, български революционер, деец на ВМОРО, умрял след 1918 г.[13]

Починали в Оризарци
- Антон Георгиев Гъбенски, български военен деец, подпоручик, загинал през Втората световна война[14]
- Стефан Иванов Славчев, български военен деец, подпоручик, загинал през Втората световна война[15]
- Теодоси Минев (1867 – 1902), български революционер

Родени във Витоша
- Давчо Илиев, македоно-одрински опълченец, 20-годишен, железар, I клас, 4 рота на 3 солунска дружина[16]

Починали във Витоша
- Марко Несторов Марков (1880 – 1903), български революционер

Родени в Усран дол
- Евтим Василев Бързички, македоно-одрински опълченец, 4 рота на 2 скопска дружина[17]